# Resolució 885 del Consell de Seguretat de les Nacions Unides
La Resolució 885 del Consell de Seguretat de les Nacions Unides fou adoptada per unanimitat el 16 de novembre de 1993.
Després de reafirmar les resolucions 733 (1992), 746 (1992), 751 (1992), 767 (1992), 775 (1992), 794 (1992) 814 (1993), 837 (1993), 865 (1993) i 878 (1993) sobre Somàlia i la 868 (1993) sobre la seguretat del personal de les Nacions Unides per al manteniment de la pau, el Consell va autoritzar l'establiment d'una Comissió d'Investigació per investigar els atacs contra l'Operació de les Nacions Unides a Somàlia II (UNOSOM II) que va provocar víctimes.
Es va reconèixer la necessitat de consultes entre totes les parts per assolir la reconciliació nacional i l'establiment d'institucions democràtiques, destacant, en particular, que poble de Somàlia és responsable d'assolir aquests objectius. El Consell va prendre nota de propostes per establir una Comissió d'Investigació imparcial de l'Organització de la Unitat Africana (OUA) i va continuar establint la investigació, mentre que el Secretari General Boutros Boutros-Ghali va ser convidat designa la Comissió el més aviat possible.
La Comissió es va encarregar de determinar els procediments per dur a terme la seva investigació, tenint en compte els procediments estàndard de les Nacions Unides. També va assenyalar que els membres de la Comissió tindran l'estatus d'experts en missió d'acord amb la Convenció sobre els privilegis i immunitats de les Nacions Unides. Boutros-Ghali hauria de prestar assistència a la Comissió, mentre que les parts de Somàlia van ser convidades a cooperar amb ella.
El Consell demana a la Comissió que informi al més aviat possible i que el Secretari General, després de la conclusió d'un informe de la Comissió, suspengui les accions de detenció contra aquelles persones implicades però que no estan detingudes actualment i disposen per tractar als ja detinguts de conformitat amb la resolució 837.